# أبهاياديف
أيابان بيلاي، المعروف باسمه الأدبي أبهاياديف (بالمالايالامية: അഭയദേവ്)، (ولد في 25 يونيو 1913 – وتوفي في 26 يوليو 2000) كان شاعرًا وكاتبًا غنائيًا هنديًا بارزًا في صناعة أفلام المالايالام، وخصوصًا خلال فترة السبعينيات. عُرف بإسهاماته الغزيرة في كتابة الأغاني لعدد كبير من الأفلام، حيث كتب كلمات الأغاني لما يقرب من 500 فيلم، وشارك في كتابة الحوارات لما لا يقل عن 25 فيلمًا مالايالاميًا.

## المسيرة
بدأ أبهاياديف مشواره الأدبي كشاعر تقليدي في كيرالا، وامتدت موهبته لاحقًا إلى عالم السينما. تميزت أعماله الشعرية والسينمائية بالأسلوب الكلاسيكي والروحانية، وكانت كلماته تتناغم مع موسيقى تلك الحقبة، مما جعله أحد أعمدة الغناء السينمائي المالايالامي في عصره.

## إسهاماته
خلال حياته المهنية، كتب أبهاياديف ما يزيد عن:
- 500 أغنية لأفلام المالايالام.
- 25 سيناريوًّا وحوارًا سينمائيًا.

ساهمت كلماته في إرساء دعائم الأغنية الكلاسيكية في السينما المالايالامية، ولا تزال بعض أغانيه تُعتبر خالدة في الثقافة الفنية الهندية الجنوبية.

## الجوائز والتكريم
حصل على عدة جوائز وتكريمات على مستوى ولاية كيرالا، تقديرًا لعطائه الشعري والسينمائي. كما تم تكريمه بعد وفاته من خلال فعاليات موسيقية وثقافية تحيي إرثه الفني.

## الوفاة
توفي أبهاياديف في 26 يوليو 2000 عن عمر ناهز 87 عامًا، بعد أن ترك وراءه إرثًا أدبيًا غنيًا في عالم الشعر وكلمات الأغاني.